# Bunkai
Bunkai (japonsky 分解, tj. česky analyzovat, rozebrat) je v japonských bojových umění předvedení technik kata proti reálným soupeřům. Jestliže je kata chápána jako šifra, tak bunkai je rozluštění této šifry. Pouze studování bunkai z kata vede k pochopení kata. Zatímco v kata jsou techniky přesně dané a nesmí se měnit, při bunkai je možné si techniky vyložit částečně podle svého.